# Unité de la police de la route
Die Unité de la Police de la Route (UPR) ist eine von 6 nationalen Einheiten der Police Lëtzebuerg, der staatlichen Polizei im Großherzogtum Luxemburg. Sie ist zuständig für Einsätze auf dem luxemburgischen Autobahnnetz, motorisierte Eskorten, die Durchführung von Verkehrskontrollen, die Leitung der automatischen Verkehrsüberwachungsabteilung und die Verkehrserziehung. Der Personalbestand liegt bei 70 Beamten.
(Stand: Dezember 2016)

## Organisation
Die UCR besteht aus einer Direktion und drei Abteilungen. Die Abteilungen umfassen den Service Intervention Autoroutier (SIA), den Service Escortes et Contrôles (SEC) und den Service Contrôle et Sanction Automatisés (CSA).

## Aufgaben
Die Abteilung SIA (Autobahnpolizei) ist zuständig für die Überwachung des Verkehrsflusses auf dem gesamten Autobahnnetz. Sie stellt den Einsatzdienst auf dem gesamten Autobahnnetz sicher und erstellt Protokolle von Verkehrsunfällen auf Autobahnen.
Die Abteilung SEC (Motorisierte Eskorten) ist für Eskorten zu Ehren des Herrscherhauses sowie Eskorten bei Staatsbesuchen und anderen offiziellen Besuchen zuständig. Sie begleitet internationale Radrennen (wie etwa die Tour de France), nationale Radrennveranstaltungen (wie etwa die Luxemburg-Rundfahrt oder die Flèche du Sud) und Spezialtransporte. Die Abteilung führt Verkehrskontrollen auf luxemburgischen Autobahnen durch. Sie führt Kontrollen in den Bereichen Transitverkehr, Ladungssicherung, Lenkzeiten und Gefahrguttransport durch. Sie unterstützt die regionale Verkehrspolizei (Service Régional de Police de la Route, SRPR) bei der Verkehrsüberwachung des nationalen Straßennetzes und verstärkt bei Bedarf die regionalen Polizeieinheiten.
Die Abteilung CSA (automatische Verkehrsüberwachung) ist zuständig für die Bearbeitung der festgestellten Zuwiderhandlungen durch die automatischen Radargeräte.
Die UPR ist für die Ausbildung sämtlicher Mitglieder der Police Grand-Ducale im Bereich Verkehr zuständig. Sie nimmt an Kampagnen zur Verkehrserziehung und Unfallprävention in den Schulen teil.

## Bisherige Direktoren
- 2000–2001:  Jacques Klein
- 2001–2005:  Patrick Even
- 2006–2018:  Thierry Fehr
- ab 2018: Laurent Lentz